# Täppesås naturreservat
Täppesås är ett naturreservat i Östra Karups socken i Båstads kommun i Halland (Skåne län).
Reservatet bildades 1979 och ligger på Hallandsåsens nordsluttning och domineras av bokskog.